# عبدالحمید متین‌السلطنه
عبدالحمید ثقفی ملقب به متین‌السلطنه روزنامه‌نگار و سیاستمدار ایرانی دوران مشروطه است. او پسر حاج میرزا عبدالباقی اعتضادالاطباء پزشک تهران بود و در سال ۱۲۵۷ شمسی (۱۲۹۵ قمری) یا به تعبیری ۱۲۶۹ شمسی (۱۳۰۸ قمری) به دنیا آمد. وی مدیر اولین مجله فکاهی و کاریکاتوری ایران به نام طلوع (بوشهر، ۱۳۱۸ قمری) و همچینی مدیر روزنامه عصر جدید بود. متین‌السلطنه نماینده دور دوم مجلس شورای ملی از طرف مردم مشهد بود. در همین دوره در شانزدهم مهر ۱۲۸۹ به عنوان نایب رئیس دوم مجلس انتخاب شد.  او جزو اعضای بلندپایه حزب اعتدالیون در مجلس بود.
در هشتم آذر ۱۲۹۰ که اولتیماتوم روسیه برای اخراج مورگان شوستر مستشار امریکایی مالیه به مجلس رفت، متین السلطنه موضعی بینابینی گرفت و خواهان این شد که بخشی از اولتیماتوم پذیرفته شود اما پیشنهاد او رأی نیاورد.  متینه پس از مجلس دوم و در سال ۱۲۹۱ شمسی (۱۳۳۰ قمری) به وزارت مالیه رفت و خزانه دار کل کشور شد. در این سمت مورد اتهام قرار گرفت و پس از محاکمه از خدمت دولتی منفصل شد.  وی در اول خرداد ۱۲۹۶ در دفتر کار خود در روزنامه عصر جدید به دست کمیته مجازات ترور شد. 
متین السلطنه برادر خلیل ثقفی (اعلم‌الدوله) اولین شهردار بعد از مشروطه تهران است. .

## تحصیلات

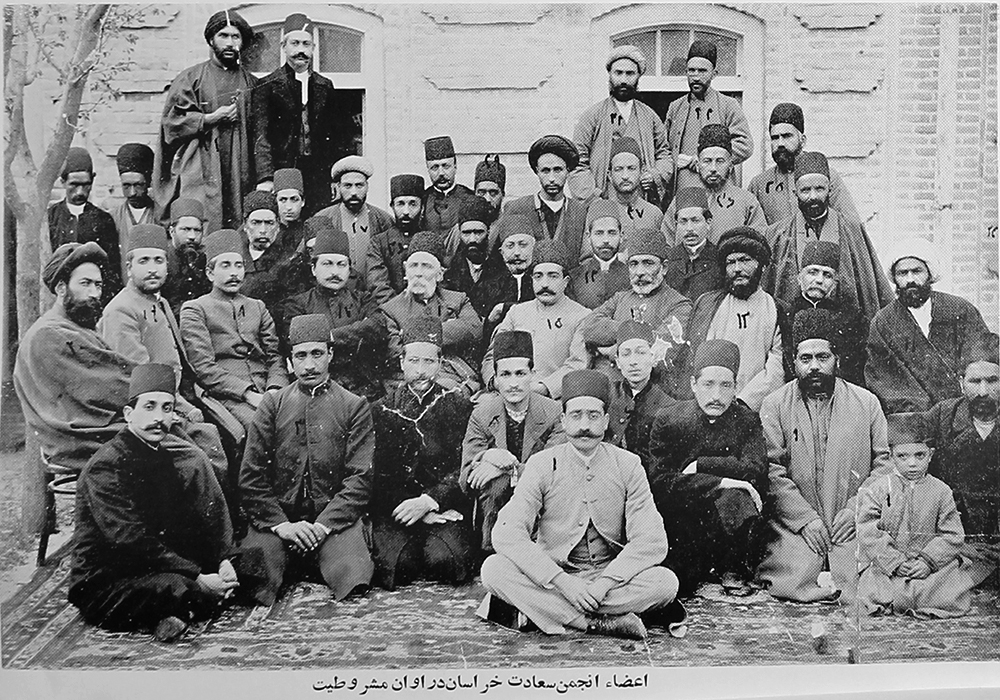
اعضای انجمن سعادت خراسان به ریاست متین‌السلطنه

متین‌السلطنه تحصیلات اولیه خود را در دارالفنون و زبان انگلیسی را در مدرسه آمریکای‌ها آموخت. سپس برای ادامه تحصیلات به فرانسه و انگلیس رفت. وی دانش‌آموخته دانشگاه آکسفورد است. او به زبان انگلیسی و فرانسه تسلط کامل و با زبان‌های عربی و ترکی آشنایی داشت. تحصیلات وی در حوزه حقوق و علوم سیاسی و مالی بود.

## قتل
کمیته مجازات انجمنی سری بود که در اواخر دوران قاجار اقدام به ترور افرادی که به نظرشان ایادی بیگانه بودند، می‌کرد.
این انجمن متین‌السلطنه را متهم به طرفداری از متفقین که ایران را در آن زمان در اشغال خود داشتند، می‌کرد. وی همچینی جزو معدود افرادی بود که اولین ترور کمیته مجازات (ترور میرزا اسماعیل خان رئیس انبار غله تهران) را به صورت عمومی در روزنامه خود، عصر جدید، محکوم کرد و خواستار مجازات بانی آن شد.
او توسط اعضای کمیته مجازات در اول خرداد ۱۲۹۶ (۲۲ می ۱۹۱۷) در محل کار خود به قتل رسید.
کمیسر ۳ حسن‌آباد، نحوهٔ ترور او را در این روز چنین گزارش داد:
«ساعت ۸ و نیم بعدازظهر متین السلطنه نویسنده و سردبیر روزنامهٔ عصر جدید در اتاق کار خود به وسیلهٔ شخص ناشناسی به قتل رسید؛ شخص ناشناسی که خود را در عبا پیچیده بود در محل کار متین السلطنه (در خیابان قوام السلطنه) حاضر شده اظهار می‌دارد که کاغذی به نام او دارد...»